# The Best! ～Updated 早安少女組。～
《The Best! ～Updated 早安少女組。～》（The Best! ～Updated モーニング娘。～）是日本的女子偶像組合早安少女組。的第5枚精選專輯，於2013年9月25日發行。唱片公司為zetima。

## 概要
- 繼2009年發售的《早安少女組。全B面單曲選輯》以來的精選專輯。與上一張專輯《⑬Colorful Character》相距約1年。
- 收錄第51張單曲《非常興奮 Take a chance》至第54張單曲《自私 隨和 愛的玩笑 / 愛的軍團》共5首A面曲（愛的軍團沒有收錄於本專輯）。
- 此專輯更收錄9首重新編曲和混音的人氣單曲，以及新曲「狼少年」，共15首曲目。
- 本作分「初回限定盤」和「CD盤」2種版本。
- 「初回限定盤」收錄了《自私 隨和 愛的玩笑》和《愛的軍團》的PV，以及專輯「The Best! ～Updated 早安少女組。～」的訪問片段和Making。
- 在10月7日於Oricon公信榜專輯每週排行榜取得第6位。

## 收錄內容

### CD
1. LOVE MACHINE（updated）（LOVEマシーン (updated)）
（作詞、作曲：淳君 編曲：平田祥一郎）
7th單曲
2. I WISH（updated）
（作詞、作曲：淳君　編曲：AKIRA）
10th單曲
譜久村聖、生田衣梨奈、鞘師里保、鈴木香音、飯窪春菜、石田亞佑美、佐藤優樹、工藤遙、小田櫻主唱
3. 戀愛革命21（updated）（ (updated)）
（作詞、作曲：淳君　編曲：大久保薫）
11th單曲
4. The☆Pea～ce!（updated）（ザ☆ピ〜ス! (updated)）
（作詞、作曲：淳君　編曲：大久保薫）
12th單曲
5. 是啊！We're ALIVE（updated）（そうだ！We're ALIVE (updated)）
（作詞、作曲：淳君 編曲：平田祥一郎）
14th單曲
6. THE MANPOWER!!!（updated）（THE マンパワー!!! (updated)）
（作詞、作曲：淳君 編曲：江上浩太郎）
25th單曲
7. 向前走（updated）（步いてる (updated)）
（作詞、作曲：淳君 編曲：大久保薫）
31th單曲
道重沙由美主唱
8. 戀愛獵人（updated）（ (updated)）
（作詞、作曲：淳君 編曲：平田祥一郎）
49th單曲
9. One·Two·Three（updated）
（作詞、作曲：淳君 編曲：大久保薫）
50th單曲
10. 非常興奮 Take a chance（updated）（ワクテカ Take a chance (updated)）
（作詞、作曲：淳君 編曲：大久保薫）
51st單曲
11. Help me!!（updated）
（作詞、作曲：淳君 編曲：大久保薫）
52nd單曲，十一期成員小田櫻加入後第一張單曲
12. Brainstorming（updated）（ブレインストーミング (updated)）
（作詞、作曲：淳君 編曲：大久保薫）
53rd單曲，六期成員田中麗奈的畢業單曲
13. 只要有你 我什麼都不需要（updated）（君さえ居れば何も要らない (updated)）
（作詞、作曲：淳君 編曲：平田祥一郎）
53rd單曲，六期成員田中麗奈的畢業單曲
14. 自私 隨和 愛的玩笑（わがまま 氣のまま 愛のジョーク）
（作詞、作曲：淳君 編曲：大久保薫）
54th單曲
15. 狼少年（ウルフボーイ）
（作詞、作曲：淳君 編曲：大久保薫）

### DVD
1. 自私 隨和 愛的玩笑（Dance Shot Ver. II）
2. 愛的軍團（Dance Shot Ver. II）
3. The Best! ～Updated 早安少女組。～（特別訪問 & Making）